# فرودگاه جزیره سنت جوزف
فرودگاه جزیره سنت جوزف (به انگلیسی: St. Joseph Island Airport) یک فرودگاه خصوصی است که یک باند فرود چمن دارد و طول باند آن ۷۳۲ متر است. این فرودگاه در کشور کانادا قرار دارد و در ارتفاع ۱۹۸ متری از سطح دریا واقع شده است.